# Rare Pepe
Pour les articles homonymes, voir Pepe.
Un rare Pepe ou RarePepe est un dérivé du mème Internet « Pepe la grenouille », lui-même basé sur un personnage créé par Matt Furie. Le mouvement communautaire d'art digital Rare Pepe, créé par divers artistes du monde entier entre 2016 et 2018, était basé sur le mème susmentionné et échangé sous forme de jetons non fongibles (NFT) émis sur la plateforme Counterparty, un metaprotocol basé sur Bitcoin. Au total, 1 774 cartes officielles ont été publiées pour le projet réparties sur 36 séries.
Le 26 octobre 2021, un Rare Pepe, PEPENOPOULOS, a été vendu aux enchères chez Sotheby's pour 3,6 millions de dollars américains.

## Pepe la grenouille
Pepe la grenouille est une grenouille anthropomorphe verte de style Cartoon avec un corps humanoïde. Le personnage est né dans la bande dessinée de Matt Furie de 2005, Boy's Club, et est devenu un mème Internet en 2008, popularisé via Myspace, Gaia Online et 4chan. Dans les années 2010, l'image du personnage a été appropriée comme symbole du mouvement alt-right et par les suprémacistes blancs. La Ligue Anti-Diffamation a inclus Pepe dans sa base de données de symboles de haine en 2016, mais a déclaré que la plupart des occurrences de Pepe n'étaient pas utilisées dans un contexte lié à la haine.

## Histoire
En 2015, un subdivision d'illustration mèmes Pepe a commencé à être appelé « rare Pepes », sur lesquels un filigrane tels que « RARE PEPE DO NOT SAVE », signifiait généralement que l'artiste n'avait pas précédemment publié l'image publiquement. En avril 2015, une collection de rare Pepes a été répertoriée sur eBay où elle a atteint un prix de 99 166 $ avant d'être retirée du site.
En septembre 2016, les tout premiers Rare Pepe ont été émis sur le bloc 428919 sur Bitcoin (Counterparty), pré-datant les NFT populaires créés sur Ethereum. Un groupe de discussion Telegram dédié aux NFTs sur Counterparty a été créé peu de temps après,. En 2017, une communauté s'est développée autour des objets de collection digitaux, incitant les développeurs à créer des plateformes dans le but de cataloguer et d'échanger ces images, créant ainsi le premier marché d'art cryptographique en 2016.
Le 13 janvier 2018, une vente aux enchères de Rare Pepe a eu lieu à New York. Lors de cette vente une illustration dérivé de Homer Simpson a été vendue pour 38 500 $, sous le regard de représentants du Metropolitan Museum of Art, du Museum of Modern Art et du Sotheby's Institute of Art qui étaient présents dans le public. Cette carte a été revendue trois ans plus tard pour 312 000 $.
En mars 2022, un acheteur qui avait dépensé 537 084 $ pour une Rare Pepe a intenté une action en justice pour déclaration frauduleuse, alléguant qu'un seul exemplaire d'une carte devait être vendue alors que 46 exemplaires ont été ensuite distribuées, dévaluant son investissement,.

## Plateformes de trading
Afin de facilité le trading des Rare Pepe, deux outils ont été créés simultanément permettant ainsi aux créateurs et acheteurs de s'échanger ces actifs digitaux :
- « Rare Pepe Wallet » est un portefeuille Web crypté, développé pour permettre aux utilisateurs d'acheter, de vendre et de stocker des Rare Pepe en utilisant un monnaie digital appelé PepeCash[15]. L'infrastructure sur laquelle repose « Rare Pepe Wallet » est le metaprotocol Counterparty, qui repose sur le réseau Bitcoin.
- « Rare Pepe Directory » est un répertoire créé pour cataloguer tous les Rare Pepe connus. Il comportait également les directives spécifiques pour la soumission de nouvelle création à inclure dans la collection. La Fondation Rare Pepe a supprimé toutes les images offensantes qui ont été soumises avant qu'elles ne soient visibles[16].

Les crypto-artistes ont utilisé ces outils pour publier leurs œuvres sous forme de jetons numériques à une quantité fixe, puis ont soumis leurs œuvres d'art à des collectionneurs qui les ont ensuite vendus, échangés ou stockés.
Le canal de discussion spécifique à la collection Rare Pepe qu'utilisent les collectionneurs est le « Rare Pepe Blockchain Trading » sur la plateforme de messagerie Telegram.